# Восемь обетов
Восемь обетов (санскр. अष्टाण्ग-शील IAST: aṣṭāṇga-śīla или अष्टा-सील IAST: aṣṭā-sīla, пали aṭṭhaṅga-sīla или aṭṭha-sīla), они же восемь священных обетов, «обеты упосатхи» или «однодневные обеты» — самоограничения, соблюдаемые мирскими буддистами как минимум в дни упосатхи и в некоторые праздничные дни, а также во время длительного пребывания в храмах и монастырях. Пять из них совпадают с пятью священными обетами, общими для всех сторонников буддизма. Вместе с тем, прослеживается происхождение восьми обетов от добуддийских шраманских практик. Смысл их временного соблюдения обычно видится в том, что оно способствует успеху в буддийской медитативной практике. В VII—X веке в Китае соблюдение восьми обетов было обязательным для государственных чиновников. В новейшее время некоторые политические деятели — сторонники возрождения буддизма — публично давали восемь обетов и соблюдали их на протяжении длительного времени.

## Содержание
Антрополог Баренд Ян Тервиль (нем. Barend Jan Terwiel) опубликовал нижеследующий перевод с языка пали восьми обетов, зачитываемых на тайских религиозных церемониях:

1. Я обязуюсь [соблюдать] правило отказа от лишения жизни.
2. Я обязуюсь [соблюдать] правило отказа от взятия того, что [мне] не [было] дано.
3. Я обязуюсь [соблюдать] правило отказа от блудодеяния.
4. Я обязуюсь [соблюдать] правило отказа от произнесения лживых речей.
5. Я обязуюсь [соблюдать] правило отказа от употребления опьяняющих веществ, вызывающих беспечное состояние духа.
6. Я обязуюсь [соблюдать] правило отказа от приёма пищи в неположенное время.
7. Я обязуюсь [соблюдать] правило отказа от танцев, музыки, посещения спектаклей, ношения цветов, макияжа, орнаментов и прочих украшений.
8. Я обязуюсь [соблюдать] правило отказа от [возлежания на] высоком роскошном спальном месте.

Оригинальный текст (англ.)
1. I undertake [to observe] the rule of abstinence from taking life
2. I undertake [to observe] the rule of abstinence from taking what is not given
3. I undertake [to observe] the rule of abstinence from unchastity
4. I undertake [to observe] the rule of abstinence from false speech
5. I undertake [to observe] the rule of abstinence from intoxicants which cause a careless frame of mind
6. I undertake [to observe] the rule of abstinence from taking food at the wrong time
7. I undertake [to observe] the rule of abstinence from dancing, music, visiting shows, flowers, make-up, the wearing of ornaments and decorations
8. I undertake [to observe] the rule of abstinence from a tall, high sleeping place.

Первые пять из них совпадают с пятью священными обетами буддизма: не убивать ни одного живого существа, не воровать, не говорить лживые или вредоносные слова, не употреблять одурманивающие вещества и не блудодействовать; последнее в обетах упосатхи понимается как полное воздержание от любых действий сексуального характера, а не только от супружеских измен и половых преступлений.
Следующие три обета подразумевают воздержание от приёма пищи после полудня, отказ от развлечений вроде танцев, песен, музыки, просмотра фильмов и спектаклей, неиспользование украшений, косметики и парфюмерии. Также нельзя сидеть на высоких роскошных сидениях или лежать на таких же кроватях.
В Таиланде считается, что если кто-то дал восемь обетов и нарушил хотя бы один из них — значит, он нарушил все. В Палийском каноне эти восемь обетов написаны в Дхаммике-сутте (часть Сутты-нипаты). Они встречаются во многих китайских средневековых текстах, и не всегда в таком же порядке, как выше приведено: шестой и восьмой обет в тех записях могут меняться местами.

## Цели

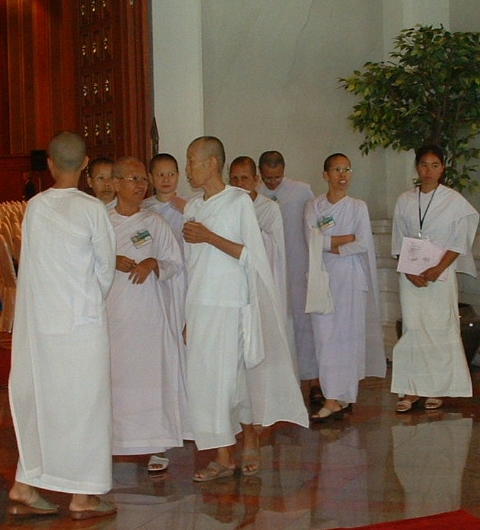
Мэ чи в Таиланде постоянно соблюдают восемь обетов

В ранних буддийских текстах восемь обетов приводятся в контексте упосатхи, практикуемой с целью «упаккамены» (пали upakkamena) — «очищения загрязнённого ума надлежащими средствами». В Палийском каноне говорится, что тот, кто даёт и исполняет восемь обетов в «дни соблюдения», тот следует примеру архатов — просветлённых учеников Будды. В ранних текстах сохранились слова Гаутамы Будды о различиях между буддийской и джайнистской упосатхой; Гаутама предлагает сосредоточиться на подлинной нравственной дисциплине и критикует джайнистскую практику за то, что она придаёт большее значение внешнему, показному. Временное соблюдение восьми обетов даёт мирянам наглядное представление о монашеской жизни и может привести некоторых из них к принятию монашества. Люди, временно или постоянно соблюдающие восемь обетов, в разных источниках называются по-разному. В отличие от пяти обетов мирских буддистов, целью соблюдения которых является нравственное поведение и непричинение страданий живым существам, у восьми обетов другая главная цель — способствовать достижению медитативной концентрации, состояния самадхи, для чего желательно удалиться от всего отвлекающего. На Шри-Ланке соблюдающие восемь обетов стараются как можно больше времени проводить в медитации для развития беспристрастности; чаще всего они практикуют медитацию на частях тела — патикуламанасикару.

## Методы

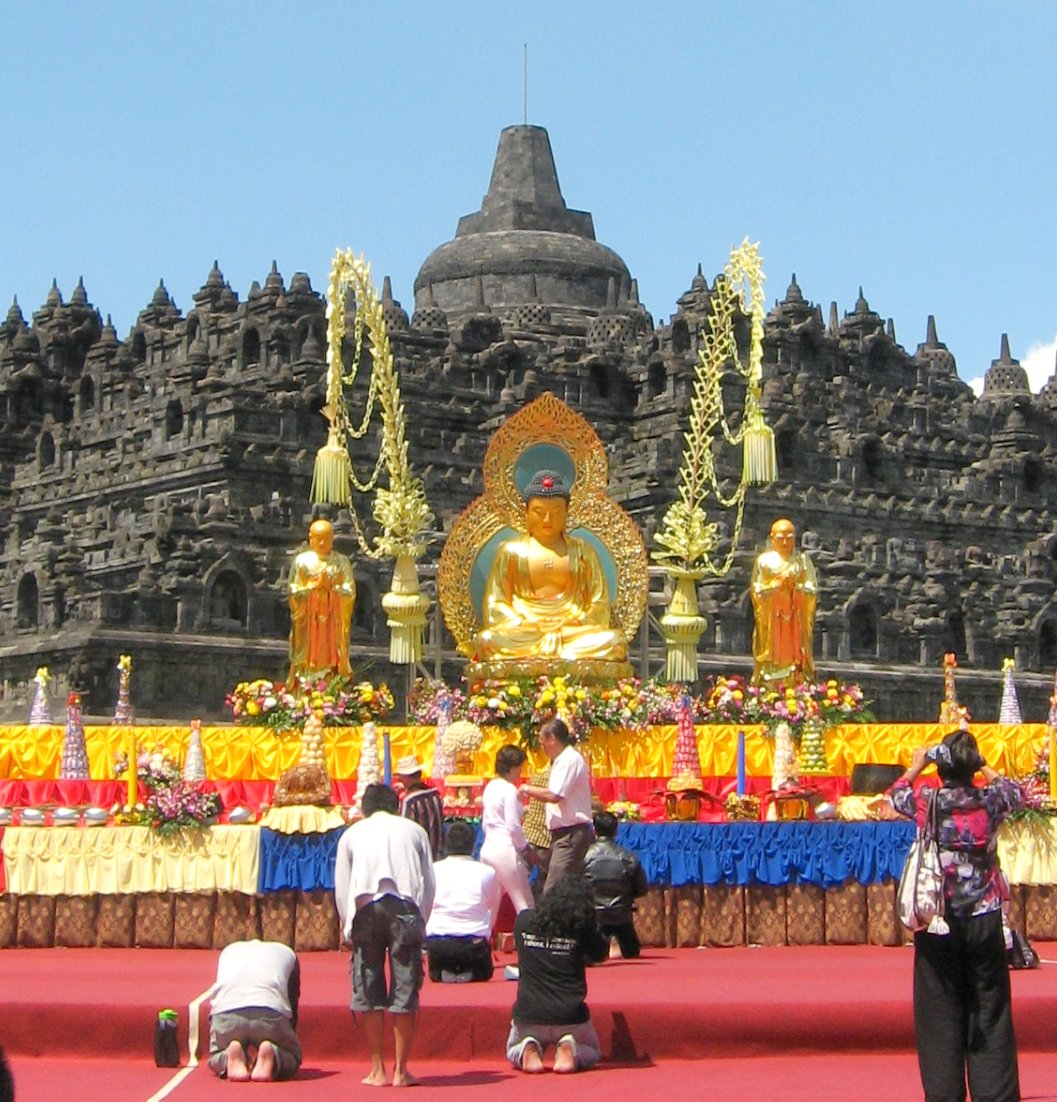
Во время ежегодного праздника Весак многие мирские буддисты соблюдают восемь обетов.

В ряде буддийских школ и традиций принято регулярно отмечать религиозные праздники (например, Весак) и другие особые дни, в которые каждому буддисту желательно сознательно соблюдать восемь обетов. Такие дни часто называются «днями соблюдения» или «днями упосатхи», а эти обеты — «обетами упосатхи». Восемь обетов обычно должны соблюдаться в любые дни на территориях буддийских храмов и монастырей, а также на медитационных ретритах.
В настоящее время упосатха чаще всего ассоциируется с буддизмом Тхеравады, распространённым в Южной и Юго-Восточной Азии, однако эта практика была столь же популярна в Китае и до сих пор не исчезла там. Среди буддистов Тхеравады сейчас соблюдают восемь обетов в основном самые убеждённые сторонники этой школы в возрасте от 40 лет и старше. Поскольку часто бывает так, что мирской буддист даёт восемь обетов сроком на один день (например, праздничный день или день посещения святых мест), в англоязычных источниках эти обеты иногда называются «однодневными обетами» (англ. one-day precepts). В других случаях восемь обетов даются на один день и одну ночь; тогда произносится примерно такая фраза: «Я обязуюсь следовать гармонии в этот день и в эту ночь, соблюдая эти восемь предписаний, созданных мудростью Будды».
Вместе с тем, соблюдение восьми обетов мирским буддистом не обязательно должно быть кратковременным или привязанным к определённому месту или определённой дате; некоторые ради духовного и нравственного роста дают такие обеты на длительный срок или на всю оставшуюся жизнь. Бессрочные восемь обетов дают те, кто намереваются пройти упасампаду и стать полностью посвящёнными буддийскими монахами (бхикшу) или монахинями (бхикшуни); такие люди иногда называются анагариками (на пали) или «пха кхао» (на тайском).
Тхеравардинские полумонахини, до недавних пор лишённые возможности пройти упасампаду, — например, мэ чи (тайск. แม่ชี) в Таиланде или «даса сила мата» (синг. දස සිල් මාතා) на Шри-Ланке — давали эти же восемь либо десять обетов и старались соблюдать их всё время до конца жизни.
Первый из восьми обетов запрещает убивать не только людей, но и животных. В надписях Ашоки указано, что уже во времена правления Ашоки существовал обычай не убивать никаких животных в дни упосатхи, которая уже стала официальным праздником в древнеиндийском государстве. Наиболее строго это соблюдалось в день полнолуния и на следующий день. Для древних китайских буддистов соблюдение восьми обетов включало вегетарианство.
В некоторых буддийских традициях принято, чтобы даже миряне в дни упосатхи соблюдали полное половое воздержание (строгое исполнение третьего из восьми обетов); это имеет сходство в индуистской традицией празднования дней парван, в которые также предписывалось соблюдать целибат всем верующим. Что касается шестого обета, который запрещает вкушать еду после полудня (но дозволяет пить воду и безалкогольные напитки в любое время) — он почти идентичен одному из правил Патимоккхи для монахов. Врач Мин-Джунь Хун (Ming-Jun Hung) и его соавторы, проанализировав древние и средневековые китайские буддийские тексты, утверждают, что основные цели такого полудневного поста — снижение остроты желаний и сонливости, сохранение силы и хорошей физической формы.
Седьмой из восьми обетов часто понимается как запрещающий ношение не только украшений, но и цветной одежды, потому в дни соблюдения принято одевать однотонные белые одежды. Вместе с тем, не запрещается носить белую одежду другим людям и в другие дни, и если буддист одет во что-то белое — это не обязательно означает, что он в это время соблюдает восемь обетов. Исполняющим восьмой обет, предписывает не сидеть и не спать на роскошной мебели, обычно спят на матах на полу. В Таиланде и Китае мирские буддисты в дни соблюдения обычно остаются ночевать в храме или монастыре — хотя восемь обетов дозволяют ночевать и в доме, и в любом другом месте, домашняя обстановка создаёт соблазн нарушить восьмой или другой обет, а коллектив ночующих в священном месте — напротив, способствует их соблюдению.

## История
Как утверждает специалист по этике Дэмьен Киоун (англ. Damien Keown), восемь обетов происходят от предписаний Брахмаджалы-сутты (англ. Brahmajāla Sutta) — одного из ранних буддийских текстов. В этой сутре Будда описывает собственное поведение, которое служит примером для последователей, и Киоун считает, что восемь обетов и ещё несколько нравственных доктрин буддизма возникли из трактовки поведения основателя этой религии.
Исследователь религии Дж. Х. Батесон (J. H. Bateson) и исследователь языка пали Шундо Тачибана (Shundō Tachibana) утверждали, что восемь обетов могут быть частично основаны на добуддийской брахманической практике враты́, проводившейся во время поста в полнолуние и новолуние, но более новые исследования показали, что ранняя буддийская и джайнистская практика упосатхи не происходит из брахманизма. Брахманическая poṣadha совершалась как приготовление к жертвоприношению, тогда как буддисты и джайны не совершают жертвоприношений. Некоторые исследователи считают, что брахманизм проник в раннебуддийские регионы значительно позднее возникновения буддизма, и первые ученики Гаутамы Будды не могли перенять эту практику у браминов. Например, специалист по азиатским религиям Бенджамин Шонтал (Benjamin Schonthal) и религиовед Кристиан Хаскетт (Christian Haskett) предполагают, что буддийская и джайнистская религиозная практика происходят из неформальной шраманской культуры — неведического религиозного движения, существовавшего во времена раннего буддизма и джайнизма. Они аргументируют это тем, что джайны и другие шраманы также практикуют упосатху. Менее известная теория, выдвинутая индологом Жаном Пшылуски (фр. Jean Przyluski), предполагает вавилонское происхождение упосатхи, аргументируя это тем, что используемый буддистами лунный календарь ближе к нововавилонскому, чем к ведийскому.
В самих раннебуддийских текстах говорится, что буддийская упосатха была ответом на подобные практики других нищенствующих религиозных объединений. Конкретно в палийской Винае описывается случай, когда царь Бимбисара попросил Будду проводить такие мероприятия, чтобы противостоять влиянию конкурирующих учений. Будда стал собирать монахов раз в фортнайт, затем в такие дни монахи стали перечитывать Патимоккху и обучать мирян.
В VI веке в Корее восемь обетов стали связывать с Майтрей после того, как монах Херянг (Hyeryang) написал трактат на эту тему.
В XVII—X веках в Китае государственные чиновники часто соблюдали восемь обетов в течение месяца или более каждый год; часто в это время они приглашали к себе домой буддийских монахов, чтоб те учили их. Затем месяц упосатхи был установлен государством и назывался «чаи»; в это время смертные приговоры не приводились в исполнение.

### Новейшее время

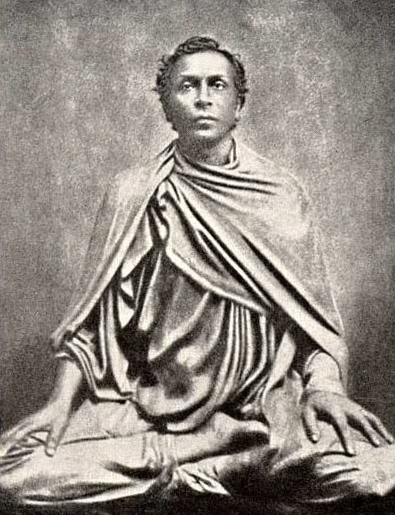
Анагарика Дхармапала, видный деятель возрождения буддизма на Шри-Ланке.

В конце XIX века на Шри-Ланке началось активное возрождение буддизма в целом и практики соблюдения восьми обетов в частности. Этому в значительной мере способствовал известный общественный деятель Анагарика Дхармапала (1864—1933) — полумонах, пожизненно соблюдавший десять обетов (включая и эти восемь обетов). Всё большей популярностью стала пользоваться Поя (англ. Poya). Лидер партии «Паланг Дхарма» (тайск. พรรคพลังธรรม) Чамлонг Сримуанг (тайск. จำลอง ศรีเมือง) публично дал восемь обетов и соблюдал их всё время, даже занимаясь общественно-политической и государственной деятельностью. Он же был членом буддийского движения «Санти Ашока» (тайск. สันติอโศก), понимавшим восемь обетов так, что нужно ограничить себя в еде одним вегетарианским блюдом в день. За столь строгие самоограничения друзья в шутку называли Чампонга Сримуанга «полумонах-получеловек» (англ. half monk–half man). Неортодоксальное буддийское движение Дхаммакая требует почти столь же строгого соблюдения восьми обетов, особенно во время проводимых им тренингов. Очень строгое соблюдение восьми обетов наблюдалось в 2000-х годах на Шри-Ланке, как отметил исследователь религии Джонотан Уолтерс (англ. Jonathan Walters) в своём полевом исследовании. Буддисты Тхеравады в странах Запада соблюдают восемь обетов столь же строго.

## Пояснения
1. 1 2  англ. uposatha vows, санскр. उपवास IAST: upavāsa, пали upavāsa, также санскр. पोषधशील IAST: poṣadhaśīla и пали uposatha-sīla.
2. ↑  англ. one-day precepts.
3. 1 2  англ. observance days, санскр. उपवसथ IAST: upavasatha, पोषध IAST: poṣadha или पौषध IAST: pauṣadha, пали uposatha или posaha — видимо, имеются в виду дни занятия упосатхой, время посещения храма или монастыря (или временного проживания там), дни буддийских праздников и другие дни, в которые мирские буддисты временно обязуются соблюдать восемь обетов.
4. ↑  англ. „I undertake to observe in harmony during this day and this night these eight precepts that have been designed by the wisdom of the Buddha.“[2]